# Phyllachora michelii
Phyllachora michelii är en svampart som beskrevs av Speg. 1888. Phyllachora michelii ingår i släktet Phyllachora och familjen Phyllachoraceae.   Inga underarter finns listade i Catalogue of Life.